# Irish Traveller Movement
L'Irish Traveller Movement (ITM) és una organització nacional per a membres de la comunitat de travellers i organitzacions de travellers a Irlanda. Els travellers són literalment: la gent que camina, també anomenats Pavees, Mincéirs (en Shelta: Mincéirí) o Tinkers, a i són una categoria nòmada indígena de la població irlandesa.
Els travellers també estan presents al Regne Unit i als Estats Units, però generalment es consideren simplement irlandesos. Alguns travellers es van distingir com a músics. Tenen la seva pròpia llengua, el shelta, derivat del gaèlic irlandès amb contribucions angleses.
Els travellers tendeixen a ser cada cop més sedentaris. El seu nombre s'estima en uns 30.000 a Irlanda, 15.000 al Regne Unit, i 10.000 als Estats Units. Sovint se'ls coneix com un poble cavaller.

## Història
L'Irish Traveller Movement (ITM) es va fundar el 1990 i el 1998, tenia Catherine Joyce com a presidenta fundadora. L'organització representa 40 grups de viatgers locals i nacionals de l'illa d'Irlanda.

## Origen, llengua, cultura

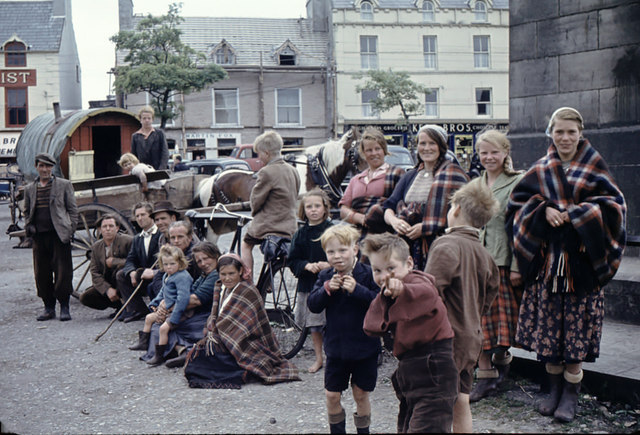
Viatgers irlandesos a Donegal el 1958, prop del Monument dels Quatre Mestres.

Els estudis genètics dels viatgers van demostrar que eren d'ascendència irlandesa, però que havien estat aïllats genèticament de la resta de la població general (endogàmia) durant aproximadament 360 anys, amb un rang de 240 a 1000 anys segons el nombre de persones de la població fundadora.
Els travellers es distingeixen d'altres comunitats nòmades d'Irlanda per la seva llengua i costums. El shelta és la llengua tradicional dels viatgers, però la majoria d'ells també parlen anglès, encara que amb un accent pronunciat.
Diversos grups de travellers són presents als Estats Units, els principals són els del sud i el nord dels Estats Units (cadascun d'aquests dos grups té les seves pròpies subcategories), però la llengua shelta s'està morint a poc a poc: ara només la coneixen completament els més grans.

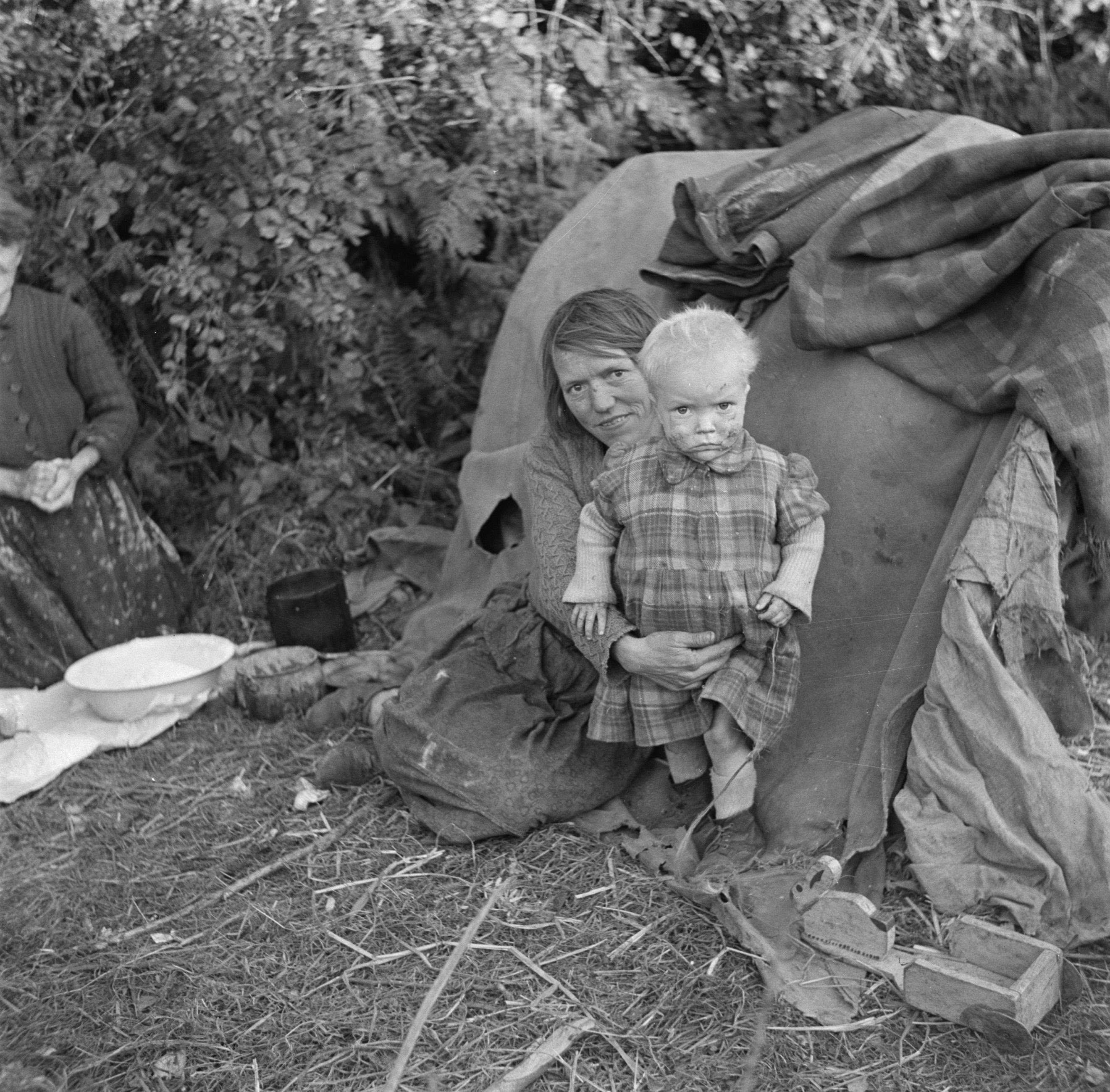
Travelers irlandesos el 1946.

Alguns costums, almenys als travellers del sud dels Estats Units (Memphis, Geòrgia), permeten el matrimoni de noies d'11 anys amb homes de 20 anys i més. Els matrimonis tenen lloc generalment al voltant dels 12 anys anys, sovint amb un cosí germà o segon. En la cultura del traveller, és l'home qui manté la família, l'objectiu de les noies és casar-se. Els pares de la núvia paguen una dot al nuvi, que de vegades pot ser força important.

## Activitats bàsiques
L'ITM recull i publica dades i informes relacionats amb les condicions de vida, les perspectives educatives i altres aspectes de la vida dels travellers irlandesos. Advoca per la igualtat dels viatgers en tots els aspectes de la vida, promou l'orgull per la cultura i la identitat de la comunitat de travellers i promou i produeix solucions basades en l'evidència per a tots els problemes que afecten la comunitat de viatges.
L'organització s'ha associat amb organitzacions com St Stephen's Green Trust en programes com la Iniciativa Travelers in Prison. Ha celebrat iniciatives com la Traveller Focus Week des del 2004. ITM va ser un dels grups que va presentar recomanacions a un Comitè Seanad sobre la inclusió dels viatgers a la vida pública irlandesa. Durant la pandèmia de la COVID-19, l'ITM va destacar la dificultat que tenen les comunitats itinerants en relació amb l'accés a aigua neta, lavabos i els llocs exigus on viuen moltes famílies.

### Assistència jurídica gratuïta
ITM és una de les diverses organitzacions sense ànim de lucre d'Irlanda que ofereixen assessorament legal gratuït als viatgers, juntament amb el Mercy Law Resource Centre, el Ballymun Community Law Centre, el Immigrant Council of Ireland, el Irish Refugee Council i els Free Legal Advice Centers., i Northside Community Law Center.

### Comunitat gitana
L'organització també ha estat un dels grups, juntament amb Pavee Point, que s'han associat amb organitzacions i persones que defensen la comunitat gitana.

### Setmana de l'orgull traveller
L'ITM és el coordinador de la Traveller Pride Week, que acull els Traveller Pride Awards. Va establir els premis el 2009. Els premis es donen en 7 camps: comunitat, empresa i ocupació, esport, educació, interseccionalitat, joventut, arts i cultura i música. Entre els guanyadors anteriors hi ha Laura Angela Collins i Oein DeBhairduin.